# 约尔格·西伯特
约尔格·西伯特（德語：Jörg Siebert，1944年4月2日—），德国男子赛艇运动员。他曾代表西德参加1968年夏季奥林匹克运动会赛艇比赛，获得男子八人单桨有舵手金牌。